# Radyo-3
Radyo-3 ist das dritte Programm der öffentlich-rechtlichen TRT-Rundfunkanstalt in der Türkei.

## Geschichte
Radyo-3 ging 1975 als TRT-3 auf Sendung. Europäische Musik und Klassik dominierte das Programm seither. 1987 erfolgte eine Umbenennung des Senders in Radyo-3. Damals wurden mit dem Start von Radyo-4 auch das erste und zweite Radioprogramm in Radyo-1 und Radyo-2 umbenannt sowie stärker durchformatiert. Radyo-3 wurde bei dieser Programmreform zur E-Musikwelle.

## Programm
Radyo-3 ist damit ein Kultursender, allerdings werden kulturelle Wortprogramme im Radyo-1 gesendet, so dass Radyo-3 auch als reine E-Musikwelle bzw. „Klassikwelle“ bezeichnet wird und inhaltlich mit deutschen Programmen wie WDR 3 oder BR-Klassik verglichen werden kann.

## Musikformat
Das Musikformat besteht aus klassischer Musik, Ballettmusik, Oper und Chorgesang, Choral sowie Klaviermusik. Daneben ist u. a. auch die Sendereihe Jazzpanorama fester Programmbestandteil. Insgesamt dominiert europäische klassische Musik und Aufnahmen aus Europa. Allerdings werden auch europäische Werke, die von türkischen Orchestern interpretiert wurden, gesendet. Weltmusik ist ebenfalls Teil der Musikauswahl von Radyo-3. Die verschiedenen Genres werden nicht zusammenhanglos gemischt verbreitet, sondern sind in festen Sendungen zusammengefasst, die meist zwei, manchmal sogar drei Stunden und länger dauern. Nachrichten folgen um 7, 9, 12, 14, 17, 19 und 22 Uhr. Nachts wird zeitweise die European-Broadcasting-Union-Klassiknacht übertragen.

## Verbreitung
Radyo-3 ist in der Türkei über UKW sowie im Internet-Livestream und über Satellit unverschlüsselt zu empfangen.